# Agostino Oreggi
Agostino Oreggi (ur. w 1577 w Santa Sofii, zm. 12 lipca 1635 w Benewencie) – włoski kardynał.

## Życiorys
Urodził się w 1577 roku w Santa Sofii. Studiował na Collegio Romano, gdzie uzyskał doktoraty z teologii i filozofii oraz na La Sapienzy, gdzie uzyskał doktorat utroque iure. Po przyjęciu święceń kapłańskich był wykładowcą i kanonikiem kapituły w Faenzy. 28 listopada 1633 roku został kreowany kardynałem prezbiterem i otrzymał kościół tytularny San Sisto. Tego samego dnia został wybrany arcybiskupem Benewentu, a 31 grudnia przyjął sakrę. Zmarł 12 lipca 1635 roku w Benewencie.